# 雄物川橋梁

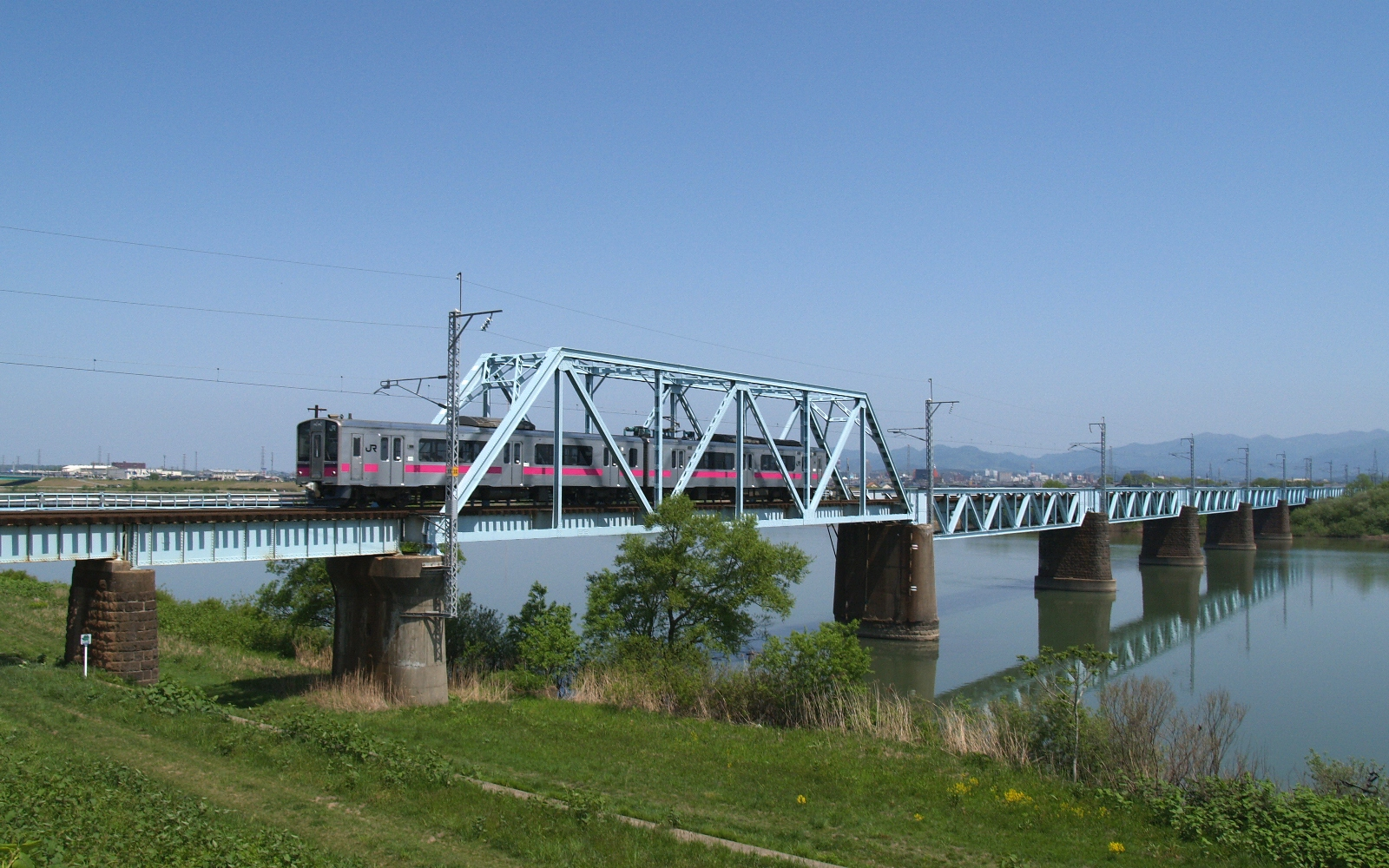
雄物川橋梁（新津方より撮影）

雄物川橋梁（おものがわきょうりょう）は、秋田県秋田市にある東日本旅客鉄道（JR東日本）羽越本線の鉄道橋である。

## 概要
羽越北線（現・羽越本線）の建設工事に伴って1920年（大正9年）に完成した。新屋駅 - 羽後牛島駅間の雄物川に架かる全長600mの橋梁である。

## 構造
本橋梁は、
- 1～2連目：単線上路式プレートガーダー
- 3連目：単線下路式平行弦ワーレントラス
- 4～12連目：単線中路式平行弦ポニーワーレントラス
- 13～17連目：単線上路式プレートガーダー

から構成される。
開業時は、60フィート（約19m）鋼格桁 x ８連、150フィート（約46m）鋼構桁 x 9連、30フィート（約9m）鋼鈑桁 x 1連の計18連からなる鉄橋であった。
現4～12連目のポニーワーレントラス桁は、旧桁であるワーレントラス桁が老朽化したため、支保工を一切用いない縦取り吊下げ工法でトラス桁だけを取替えている。

## 歴史
- 1919年（大正8年）6月28日 - 橋桁架設工事起工[2]。
- 1920年（大正9年）
  - 2月21日 - 橋桁架設工事竣工[2]。
  - 2月22日 - 開業により供用開始。
- 1955年（昭和30年）2月25日 - 2連目プレートガーダーおよび3連目ワーレントラス架け替え（19mの古桁3連を撤去し11.7mの桁1連、46.8mの桁1連を架設）[3]。
- 1957年（昭和32年）
  - 5～7月 - 4～12連目ポニーワーレントラス架け替え。
  - 10月 - 1連目プレートガーダー架け替え。

## 隣の橋
雄物川にかかる隣の橋
秋田南大橋 - JR雄物川橋梁 - 秋田大橋